# 薄煎餅條湯
薄煎餅條湯（德語：Frittatensuppe）是起源自德國士瓦本一帶；在湯中混合著煎餅條的料理。也有流傳至奧地利成為當地飲食。
主要調理方法是將薄煎餅捲成圓柱狀後，用刀具將捲好的薄煎餅切成條狀，再加入到煮好的湯裡後食用。